# Fernando Allué y Morer
Fernando Allué y Morer (1899-1982) fue un poeta y ensayista nacido en Valladolid y estrechamente ligado a la ciudad de Toledo, la cual fue motivo o inspiración de buena parte de su obra. Durante su juventud se vinculó con la Generación del 27 y, después de la Guerra Civil, con la Generación del 36. Siempre mantuvo una estrecha amistad con Jorge Guillén, de quien recibió cierta influencia literaria. De entre sus poemarios, destacan Con artificio de altas ruedas (1947), Púrpura del aire (1949), Venecia y otros poemas (1969).

## Obra poética
- El Cid en Cardeña y otros poemas, Valladolid, Tip. Cuesta, 1923.
- Tres sonetos (Memoria de Luis Alba), Toledo, [s. n.], 1946.
- Con artificio de las altas ruedas, Valladolid, Imprenta castellana, 1947.
- Púrpura del aire, Toledo, Rafael Gómez Menor, 1949.
- Luz sin tiempo, Toledo, Rafael Gómez Menor, 1952.
- Romance viejo del castillo de la Mota, Toledo, Rafael Gómez Menor, 1952.
- Traslúcido tiempo, Toledo, Estilo, 1954.
- La casa, Toledo, Rafael Gómez Menor, 1955.
- La palabra enamorada, Valladolid, Ceres, 1959.
- Silva de rincones, Valencia, Ceres, 1963.
- Ciudad de oro: Verdad del aire. Viaje hacia la gracia. Poemas, Málaga, Librería Anticuaria El Guadalhorce, 1966.

- V Poemas, Málaga, Librería Anticuaria El Guadalhorce, 1966.
- Historias de Benicasim, Málaga, Librería Anticuaria El Guadalhorce, 1967.
- Venecia y otros poemas, Málaga, Librería Anticuaria El Guadalhorce, 1969.
- Memoria andaluza, Málaga, Librería Anticuaria El Guadalhorce, 1970.